# Tankurt Manas
Tankut Tan, més conegut amb el seu nom artístic Tankurt Manas (Istanbul, 1991) és un raper turc. Va assolir la fama amb el concurs O Ses Türkiye (Voice Turkey) el 2017. El 2008 va sortir el seu àlbum Bilinçaltı (Subconscient).